# (34236) Firester
2000 QJ96 (asteroide 34236) é um asteroide da cintura principal. Possui uma excentricidade de 0.03939120 e uma inclinação de 2.84716º.
Este asteroide foi descoberto no dia 28 de agosto de 2000 por LINEAR em Socorro.